# Урич
У́рич — село в Україні, у Сколівській міській громаді Стрийського району Львівської області. Населення становить 289 осіб.

## Географія
Через село тече річка Уричанка, ліва притока Стрию.
Поблизу села розташований давньоруський наскельний оборонний комплекс Тустань, який став основою для створення Державного історико-культурного заповідника «Тустань».

## Історія
Станом на початок XIX століття село Урич перебувало у власності Казимира Петруського. Згідно з переписом 1870 року, в Уричі мешкало 604 особи. Селянам належало 879 моргів орних ґрунтів, 1031 морг лук та 463 моргів пасовиськ і лише 62 морги лісів. Натомість 1458 моргів урицьких лісів належало дідичеві, який мав також незначну частку лук і пасовиськ. 
Як свідчать шематизми Львівської архиєпархії та польських переписів населення, протягом XIX століття чисельність греко-католицької парафії святого Миколая становила близько 500 вірних, і лише на зламі століть кількість населення почала зростати. Тоді ж спостерігається великий приплив поляків та євреїв до Урича. Якщо у 1880 році на 614 мешканців було 585 греко-католиків, 16 римо-католиків, 13 юдеїв, то у 1900 році з 1239 осіб 830 були греко-католиками, 326 римо-католиками, 83 юдеями. Це пов'язано з розвитком нафтового промислу в Уричі. У 1896—1906 роках кількість діючих свердловин та видобутої в Уричі нафти постійно зростала, але після 1909 року через вичерпаність запасів промисел поволі занепав.
Станом на 1 січня 1939 року в Уричі мешкало 1530 осіб, з них 1270 — українців, 100 — поляків, 160 — юдеїв.
Наприкінці серпня 1942 року під керівництвом гауптшарфюрера СС Пітера Ментена стався масовий розстріл мешканців села. Після війни був встановлений обеліск загиблим односельцям. Жителі села у 1970-х роках побували на суді в Амстердамі над Ментоном, як свідки.[джерело?]
У 1970 році мешканці Урича брали участь у зйомках художнього кінофільму «Захар Беркут».
До 17 липня 2020 року село перебувало в складі Сколівського району, який ліквідований Постановою Верховної Ради України № 807-IX «Про утворення та ліквідацію районів».
У 2024 році село вперше потрапило до списку The Best Tourism Villages за версією ООН з туризму.

## Населення
Згідно з переписом УРСР 1989 року чисельність наявного населення села становила 361 особа, з яких 146 чоловіків та 215 жінок.
За переписом населення України 2001 року в селі мешкало 289 осіб.

### Мова
Розподіл населення за рідною мовою за даними перепису 2001 року:
| Мова       | Відсоток |
| ---------- | -------- |
| українська | 99,67 %  |
| російська  | 0,33 %   |

## Пам'ятки
- Музей історії міста-фортеці Тустань — відкритий 18 травня 1997 року в приміщенні давньої церковної плебанії. Входить до складу Державного історико-культурного заповідника «Тустань». Неподалік від музею історії міста-фортеці Тустань розташований культурний центр «Хата у Глубокім», або «Бойківська хата» являє собою музейну експозицію, розташовану в дерев'яній карпатській оселі. Ідеєю створення центру є прагнення передати колорит національного карпатського будинку періоду 1920–1930-х років. У хаті регулярно проходять етно-зустрічі та покази тематичних фільмів[11];

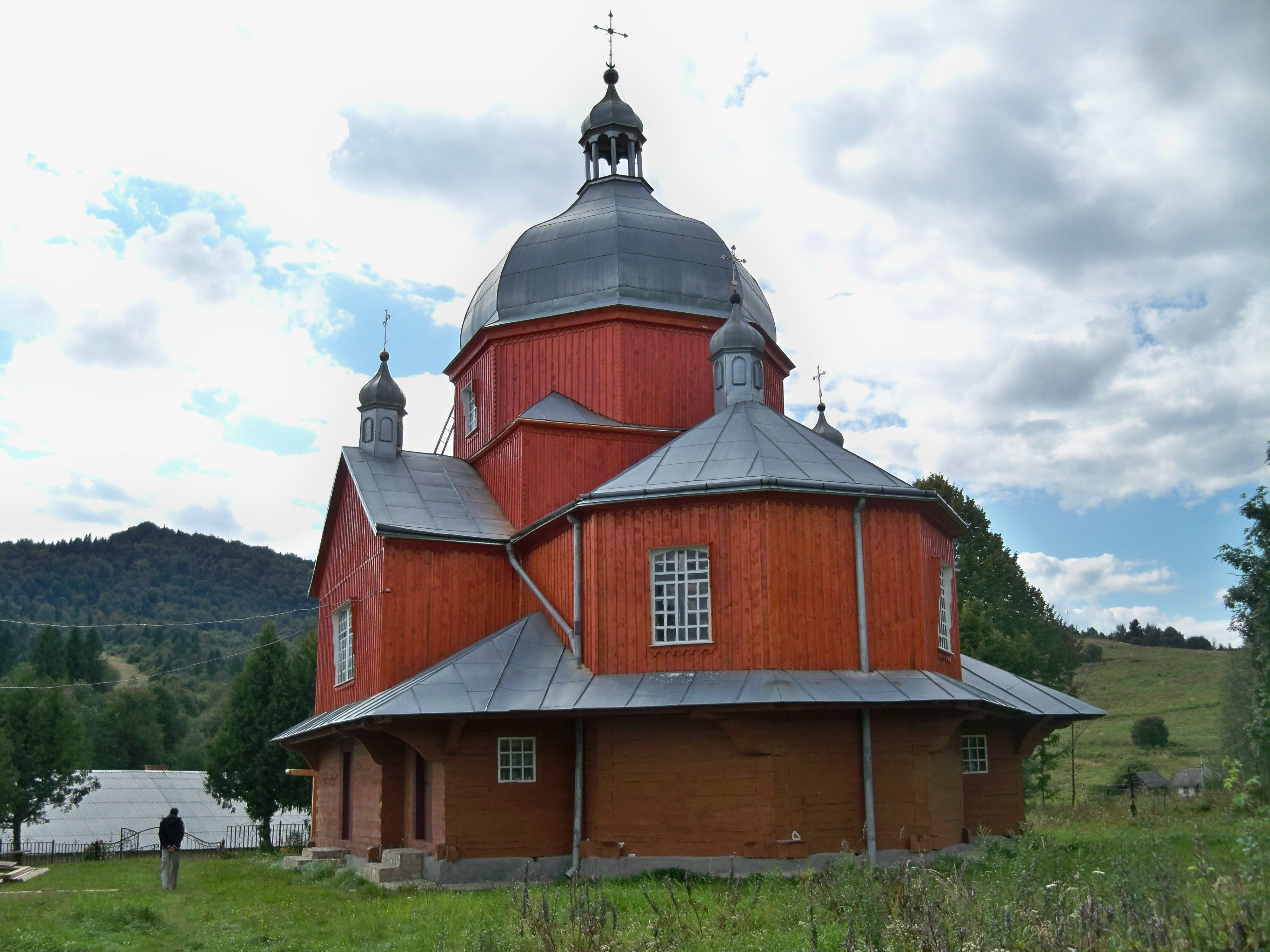
Церква святого Миколая.

- Дерев'яна церква святого Миколая — збудована на невисокому підвищенні, у північній частині Урича, за проєктом відомого архітектора Василя Нагірного у 1910 році (рік будівництва вирізьблений на надпоріжнику вхідних дверей до церкви) біля старої дерев'яної церкви, яку пізніше розібрали. Над ним є пам'ятна таблиця: «Будова церкви 1908 за ц. Франца Йосифа, за м. Андрея Шептицкого, за от. Гната Калінского, отца пароха Р. Охремовича. Укінчена Р. 1911». Тризрубна хрестова у плані одноверха церква орієнтована вівтарем гранчастої форми на північний-схід. До неї з обидвох сторін прибудовані ризниці. Крім головного входу до бабинця існує бічний у східному крилі нави. Святиня традиційно оточена піддашшям. Стіни під ним з фарбованих брусів зрубу, над піддашшям повністю оббиті фарбованою бляхою. На середхресті нави на четверику влаштований світловий восьмерик, завершений банею з ліхтарем і маківкою. Зі східної сторони від церкви стоїть дерев'яна приземиста двоярусна (нижній ярус квадратний у плані, верхній — восьмибічний з великими голосниковими арочними отворами) дзвіниця, на надпоріжнику дверей до якої вирізьблена дата «1910»[12]. Церква внесена до реєстру пам'яток архітектури місцевого значення Львівської області[13];
- Давній сільський цвинтар — розташований навколо церкви святого Миколая. Більшість оригінальних надгробків не збереглося, бо були зроблені з дерева. Кам'яні надгробки могли собі дозволити лише найзаможніші селяни, бо художня обробка каменю в околицях Урича не була розвинена. Зберігся лише один кам'яний хрест на цвинтарі та ще один — на могилі сільського пароха[14] о. Ігнатія Калінського та його дружини Павліни з Лопушинських Калінської[12], що розташована на захід від церкви. Переважна більшість збережених надгробків — це металеві хрести на кам'яних п'єдесталах. Від 2015 року триває їх відновлення[14].

## Галерея

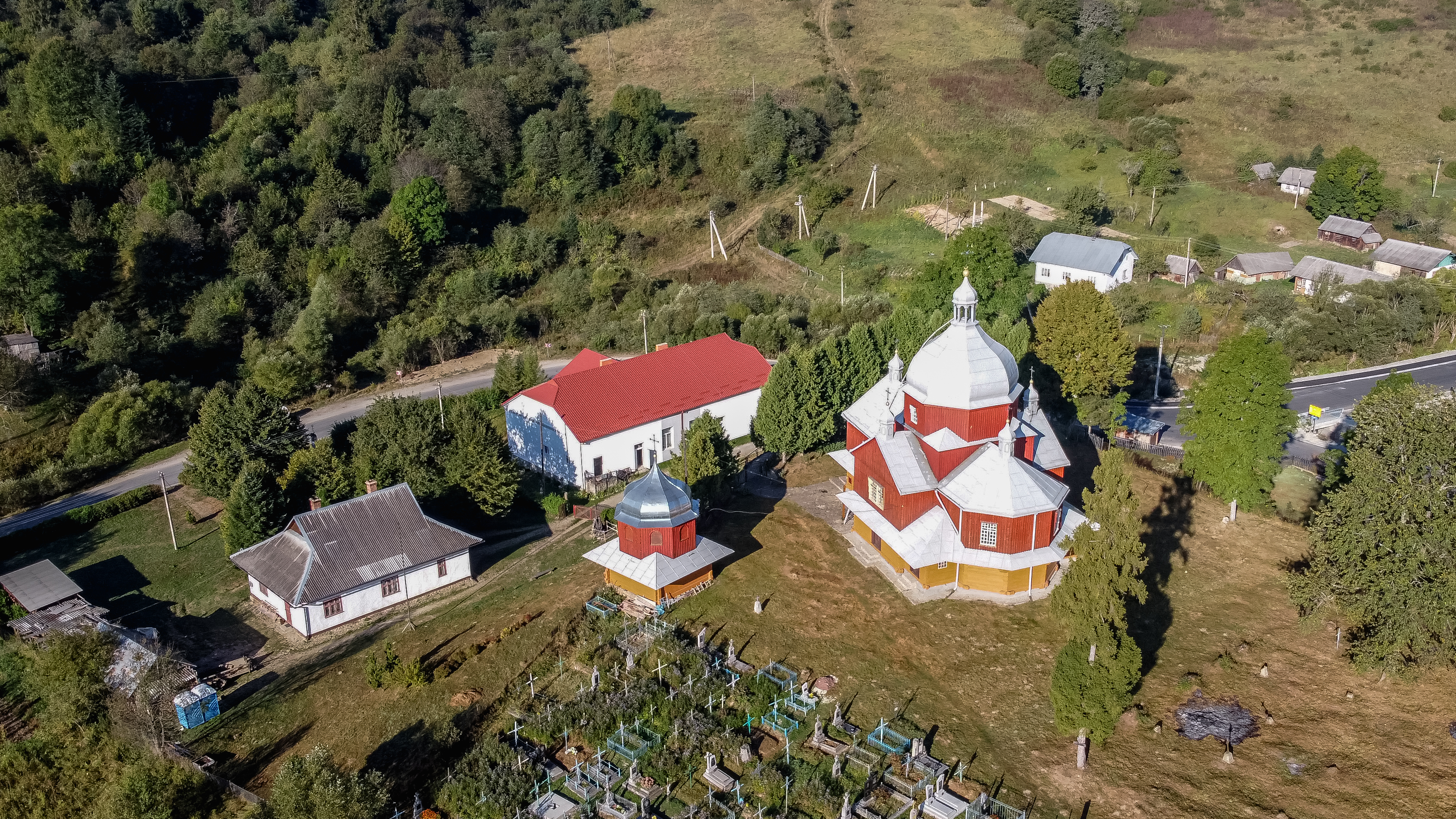
Церква Святого Миколая
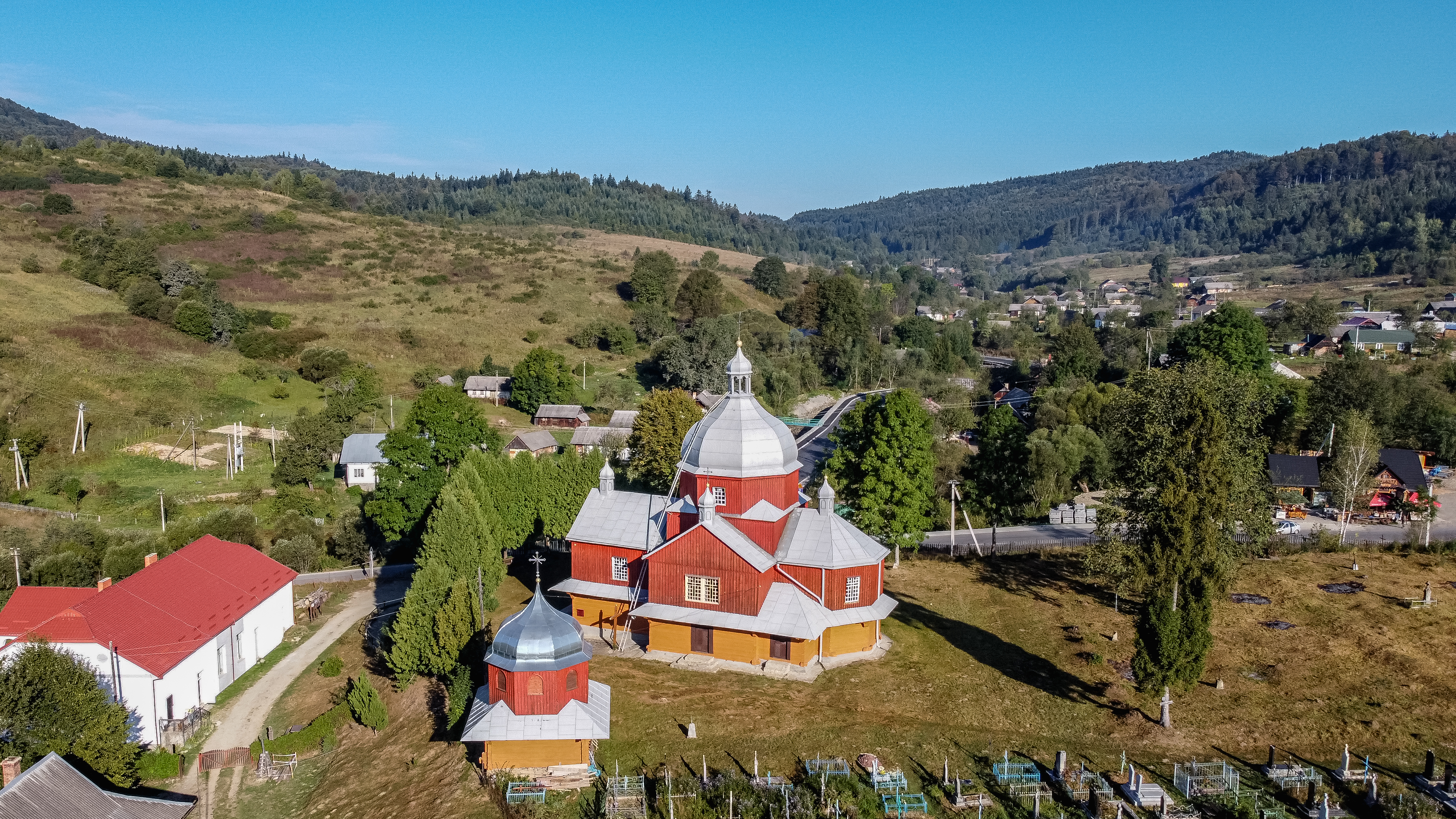
Церква Святого Миколая
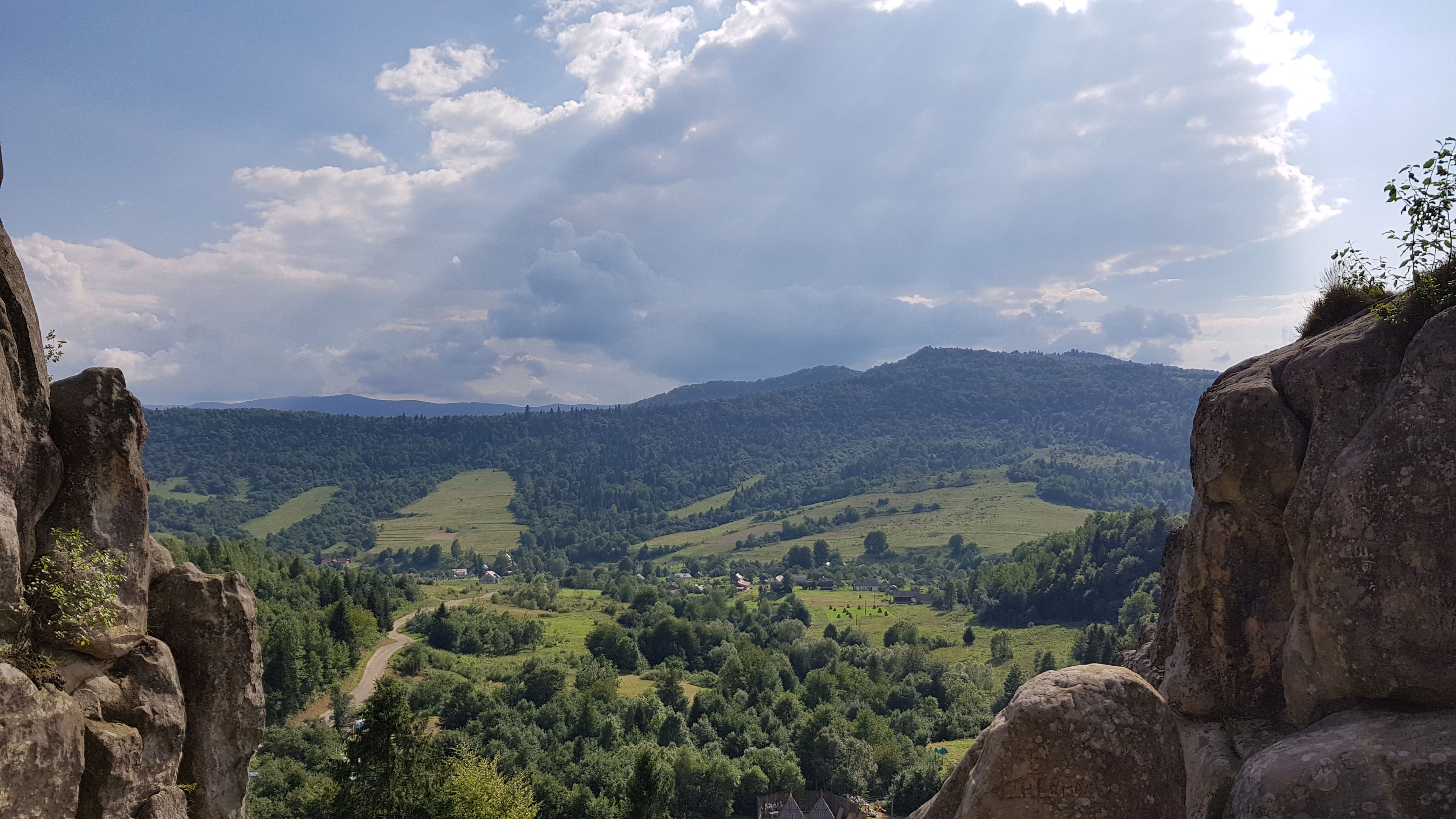
Вид на село зі скельного комплексу Тустань